# Ipomoea parasitica
Ipomoea parasitica es una especie fanerógama de la familia Convolvulaceae.

## Clasificación y descripción de la especie
Planta herbácea, trepadora, voluble, anual; tallo ramificado; hoja ovada, anchamente ovada a suborbicular, de (5.5)8.5 a 13(19.5) cm de largo, de (3.2)6 a 12(16.5) cm de ancho, ápice agudo o acuminado; inflorescencias con 1 a 3(10) flores; sépalos subiguales, ovados, de 4 a 6 mm de largo, los exteriores un poco más pequeños que los interiores, glabros o puberulentos; corola con forma de embudo (infundibuliforme), de 3 a 4 cm de largo, azul o azul-purpúrea, tubo blanco; el fruto es una cápsula ovoide a subcónica, de 8 a 12(14) mm de largo, con 4 semillas, elipsoideo-triangulares, de 6 a 8 mm de largo, más o menos puberulentas.

## Distribución de la especie
Tiene distribución neotropical, desde el noroeste de México (en los estados de Baja California Sur, Sonora, Sinaloa, Guanajuato, Querétaro, Nayarit, Jalisco, Michoacán, Morelos, Veracruz, Oaxaca y Chiapas) hasta Venezuela en Sudamérica.

## Ambiente terrestre
Esta especie se desarrolla en áreas con bosque tropical caducifolio, en la Depresión del Balsas y de la Sierra Madre del Sur, en un intervalo altitudinal de los 500 a los 1400 m s.n.m. Florece de agosto a diciembre.

## Estado de conservación
No se encuentra bajo ningún estatus de protección.